# Patrick Dreier

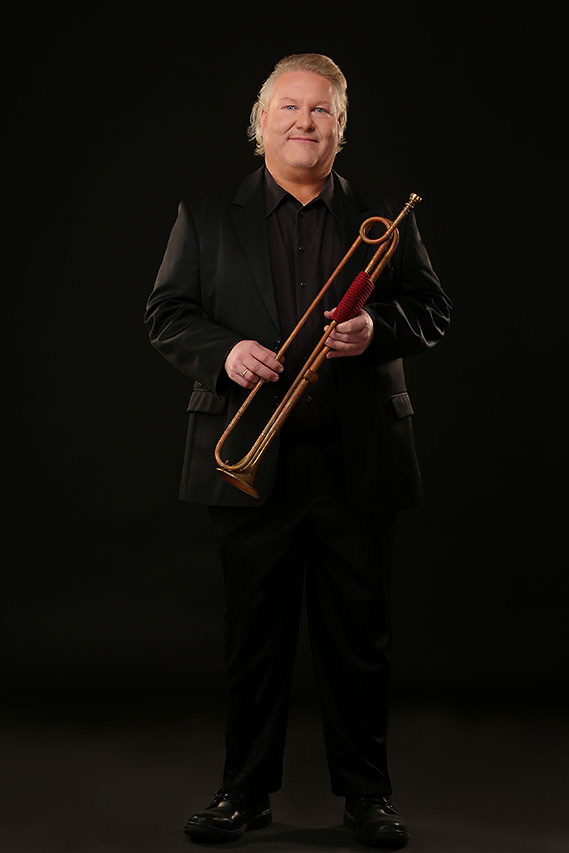

Patrick Dreier (* 1964 in Appenweier) ist ein deutscher Trompeter, Barocktrompeter und Dirigent.

## Tätigkeit
Dreier studierte bei Erden Bilgen an der Hochschule für Musik Freiburg und an der Hochschule für Musik Köln bei Adam Bauer und Stanko Selak. Zunächst Dozent für Trompete an der Pädagogischen Hochschule Freiburg. Derzeit in Köln als freier Musiker mit Engagements unter anderem an der Kölner Oper, in der Jungen Philharmonie Köln, im Sinfonieorchester Köln, dem MDR-Sinfonieorchester und im Musical Starlight Express Bochum. Weiter blies Dreier als Solotrompeter mit der Bayerischen Kammerphilharmonie, der Klassischen Philharmonie Bonn, am Düsseldorfer Schauspielhaus sowie an der Deutschen Oper am Rhein in dem Sinfonieorchester des Düsseldorfer Altstadtherbstes. Neben der Klassischen Trompete ist Dreiers Tätigkeit heute auf die Barock-/Naturtrompete und die Historische Aufführungspraxis insgesamt ausgerichtet. Seit 1994 Mitglied des Neuen Rheinischen Kammerorchesters Köln und des Bremer Barockorchesters Les Enchantants. Er ist Leiter und Mitglied der Dombläser des Hohen Doms zu Köln; außerhalb des sakralen Bereichs ist die Formation als Cologne Brass tätig. 

## Diskographie (Auszug)
- Hector Berlioz: Symphonie Fantastique Zig-Zag Territoires. Anima Eterna unter der Leitung von Jos van Immerseel. ECHO Klassik-Preisträger 2010, Sinfonische Einspielung des Jahres
- Valentin Rathgeber: Augsburgisches Tafel-Confect. Das Neu-Eröffnete Orchestre (Leitung Jürgen Sonnentheil) mit canto tanto
- I.B. Singer: Zlateh die Geiß, musikalisch umgesetzt von Henrik Albrecht
- Ottorino Respighi: Feste Romane (Arr. Dominik Arz). Kölner Trompeten Quartett
- Georg Friedrich Händel: Ouvertüren. Orchester der Kölner Kammermusiker, Hermann Max Dormagener/Rheinische Kantorei F.M. Bartholdy: Elias
- Musik von J.S. Bach, G.P. Telemann, J.-M. LeClair und A. Vivaldi. Kammerensemble Cologne
- The Gold Collection, Vol. 8: Musik von Gluck, Mozart, Brahms. Bayerische Kammerphilharmonie (Leitung E. Plasson)
- Bach: H-Moll Messe und F.M. Bartholdy: Te Deum, live aus St. Nicolai (Hameln), St. Paulus (Göttingen) und St. Dionys (Stadtoldendorf).